# Sarnow
Sarnow település Németországban, Mecklenburg-Elő-Pomeránia tartományban. Lakosainak száma 360 fő (2023. december 31.).

## Népesség
A település népességének változása:
| Lakosok száma | 401  | 386  | 373  | 366  | 360  |
|               | 2017 | 2019 | 2021 | 2022 | 2023 |